# Grace Deutcho
Isaora Grace Deutcho Nguedjui es una deportista camerunesa que compitió en judo. Ganó una medalla de bronce en los Juegos Panafricanos de 2011, en la categoría de –57 kg.

## Palmarés internacional
| Juegos Panafricanos | Juegos Panafricanos | Juegos Panafricanos | Juegos Panafricanos |
| Año                 | Lugar               | Medalla             | Categoría           |
| ------------------- | ------------------- | ------------------- | ------------------- |
| 2011                | Maputo (Mozambique) | Medalla de bronce   | –57 kg              |